# Hans Bene

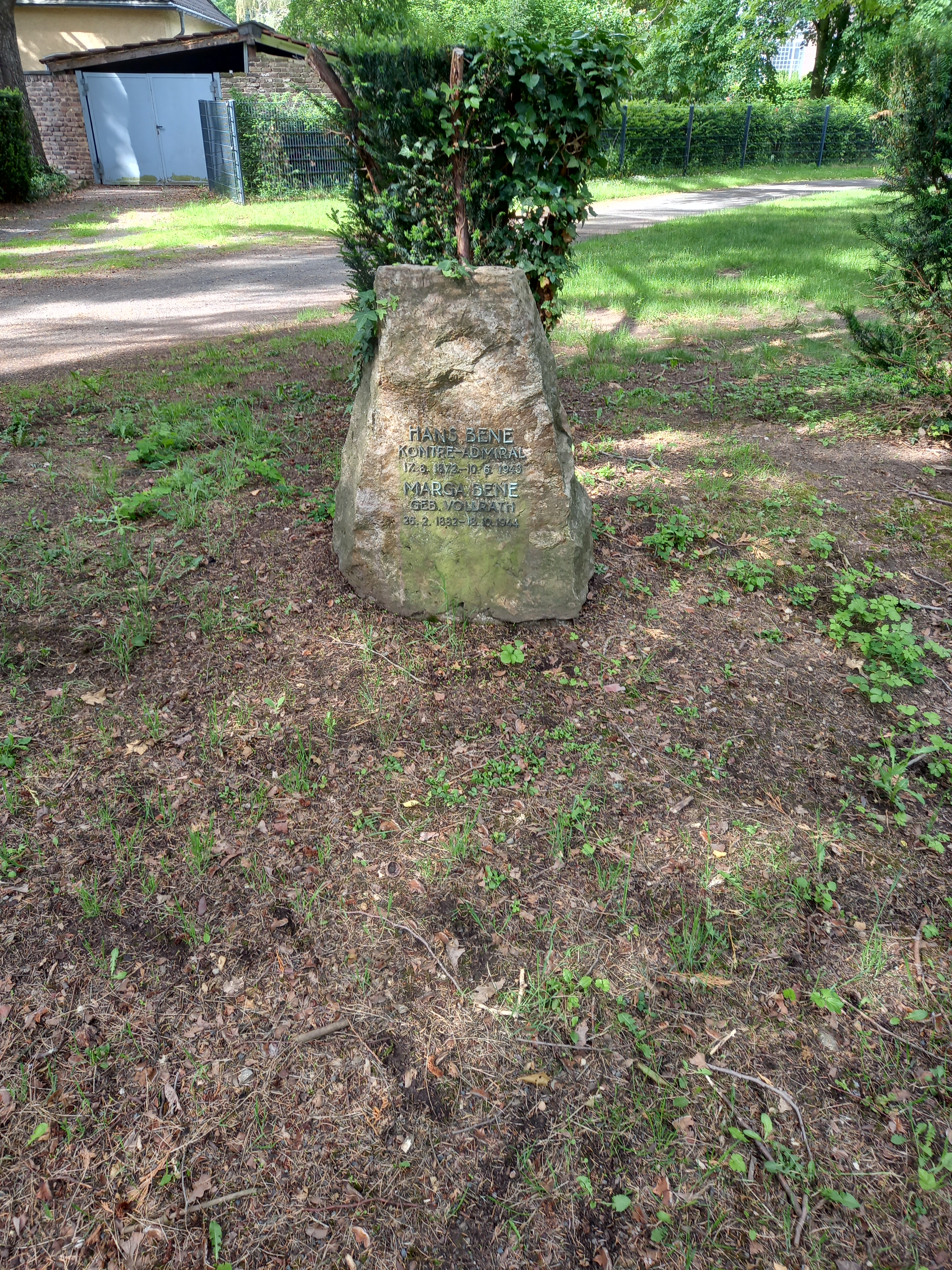
Das Grab von Hans Bene und seiner Ehefrau Marga geborene Vollrath auf dem Südfriedhof (Bonn)

Hans Bene (* 17. August 1872; † 10. Juni 1943) war ein deutscher Konteradmiral.

## Leben
Hans Bene trat am 12. April 1890 der Kaiserlichen Marine bei.
Am 27. Januar 1908 zum Korvettenkapitän befördert, war er 1909 als Admiralstabsoffizier bei der Marinestation der Ostsee in Kiel.
Bene war vom 20. November 1910 bis 7. April 1912 Kommandant des Kleinen Kreuzers Condor. Im Januar 1911 war die Condor gemeinsam mit dem Kleinen Kreuzer Emden und der Cormoran an der Niederschlagung des Aufstands der Sokehs auf Ponape eingebunden. Zurück bei der Marinestation der Ostsee wurde er am 25. März 1912 zum Fregattenkapitän und am 14. Juli 1914 zum Kapitän zur See befördert.
Von der erneuten Indienststellung des Schiffs im Mitte August 1914 bis Mitte Januar 1916 war Bene letzter Kommandant des veralteten Küstenpanzerschiffs Siegfried. Das Schiff wurde im Vorpostendienst auf der Jade- und der Wesermündung eingesetzt. Anschließend war er bis November 1916 Chef der Hafenflottille Jade-Weser. Ab November 1916 war er dann bis Kriegsende Admiralstabsoffizier bei der Heeresgruppe Mackensen.
Bis 1918 wurde er u. a. mit dem Roten Adlerorden 4. Klasse, dem Königlichen Kronen-Orden 3. Klasse, den Militärverdienstorden des Königreichs Bayern 4. Klasse, dem Eisernen Kreuz I. Klasse und dem Friedrich-August-Kreuz 2. Klasse ausgezeichnet.
Am 28. August 1919 wurde er verabschiedet und erhielt am 26. Januar 1920 den Charakter als Konteradmiral verliehen.
Später war Bene in der Lese aktiv. Er wurde Vorsitzender und bei der Umgestaltung 1936 erster Führer der Lese- und Erholungsgesellschaft.